# Pella (Italia)
Pella (Pela in piemontese e in lombardo) è un comune italiano di 880 abitanti della provincia di Novara, situato sulle sponde occidentali del Lago d'Orta, in Piemonte.

## Geografia fisica
Comune piemontese situato su una piccola penisola che nasce sulle sponde occidentali del lago d'Orta – di fronte all'Isola di San Giulio – e sovrastato alle sue spalle da ripide alture di granito sulle quali sorge il santuario della Madonna del Sasso.
Il comune di Pella, con le sue varie frazioni, si sviluppa nella parte nord-occidentale della provincia di Novara, al confine con quella del Verbano-Cusio-Ossola e il territorio della Valsesia. La zona, nel suo complesso, ha delle variazioni altimetriche che partono da un minimo di 290 m fino a un massimo di 641 m s.l.m.

## Origini del nome
Nelle documentazioni medievali del 1039 il comune di Pella assumeva già la denominazione attuale. Gli studiosi accostano il nome di Pella alla base prelatina Pella, nel significato di "roccia", variante di pala anche se non è da escludere una variante del nome etnico Pellus.

## Storia

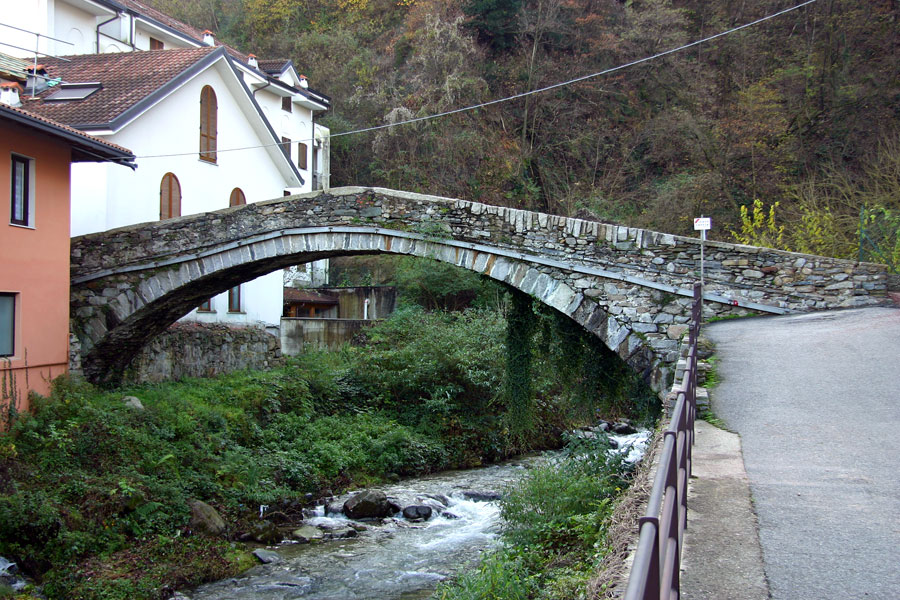
Antico ponte sul Pellino datato 1578

### Le origini
La zona è stata abitata sin dall'antichità. Infatti, a testimonianza di ciò, di recente è stato ritrovato un masso coppellato del IV-I secolo a.C., probabilmente un altare religioso che trova confronti con quelli di Bugnate e Monte Zuoli. Nel territorio, inoltre, è stato rinvenuto un piccolo sepolcreto con urne cinerarie e monete del III-IV secolo d.C.

### Dal Medioevo all'Ottocento
Da sempre il paese ha seguito le sorti del Cusio e le vicende delle terre legate all'Isola di San Giulio. Quindi anche Pella – dal X secolo fino al 1767, anno in cui i Savoia ne ottennero il possesso – è stata parte del principato della Riviera, di dominio vescovile. Vista la sua posizione strategica, il paese ha sempre avuto una funzione difensiva, infatti, nel 1529 con Orta e gli altri paesi del Cusio respinse l'invasione di Cesare Maggi capitano di Carlo V.

### Dall'Ottocento in poi
Nel corso dei decenni, come altri centri del Lago d'Orta (come a San Maurizio d'Opaglio), tra le attività principali di Pella si è sviluppato un tessuto industriale per la lavorazione di rubinetteria.
Il 28 giugno del 1928 venne unito ai comuni di San Maurizio d'Opaglio e Pogno e a una parte del territorio di Isola San Giulio, ossia quello sulla sponda occidentale del lago d'Orta, per creare il comune di Castelli Cusiani il cui capoluogo venne fissato nel territorio di San Maurizio d'Opaglio. Con legge del 13 dicembre 1946 (con attuazione dal 15 gennaio 1947) i comuni ripresero la loro autonomia.
Per il contesto scenografico, paesaggistico e naturalistico oggi Pella è una meta turistica ideale per coloro che amano stare a contatto diretto con la natura.

### Simboli
Lo stemma e il gonfalone sono stati concessi con DPR del 10 settembre 1982.
Lo stemma si presenta d'oro, a due torrioni di rosso, merlati alla guelfa, fondati sulla campagna di azzurro, ondata d'argento, e sormontati da un albero di castagno sradicato, fruttato di sei pezzi d'oro.
Il gonfalone è un drappo di azzurro.

## Monumenti e luoghi d'interesse

### Architetture religiose
- Nella piazza centrale del paese si trova la chiesa parrocchiale di Sant'Albino Vescovo datata 1591
- Nella frazione di Alzo si trovano la chiesa parrocchiale di San Giovanni Battista risalente al 1589 e il complesso della chiesa di San Filiberto
- Chiesa di San Defendente nella frazione di Ronco Sotto, costruita nel 600
- Nella frazione di Ronco Sopra si trova, nel bosco, l'oratorio di San Giulio nel quale sono stati rinvenuti affreschi del XV secolo[10]
- Nella frazione di Monte San Giulio invece si trova il piccolo oratorio di San Giuseppe Lavoratore
- Per tutto il comune sono sparse piccole cappellette, soprattutto dedicate alla Madonna.

### Architetture civili
A Pella, alimentata dal torrente Pellino, si trovata la Cartiera Sonzogno che fino al 1907 produceva la carta per l'omonima casa editrice e per il suo quotidiano Il Secolo, l'edificio è stato ristrutturato ed ora destinato ad uso residenziale.
Nei pressi della parrocchiale si trova un antico ponte a dorso d'asino, datato 1578, sul torrente Pellino.

### Architetture militari
L'unica traccia del sistema difensivo di Pella è una torre medievale sita sul lungolago.

## Società

### Evoluzione demografica
Abitanti censiti

## Economia

### Artigianato
Storicamente a Pella si realizzavano rinomate tele derivanti dalla canapa per vari oggetti, quali indumenti e lenzuola.

## Infrastrutture e trasporti
Fra il 1886 e il 1924 l'abitato ospitò la stazione di Alzo, posta nell'omonima frazione quale capolinea settentrionale della ferrovia Gozzano-Alzo.

## Amministrazione

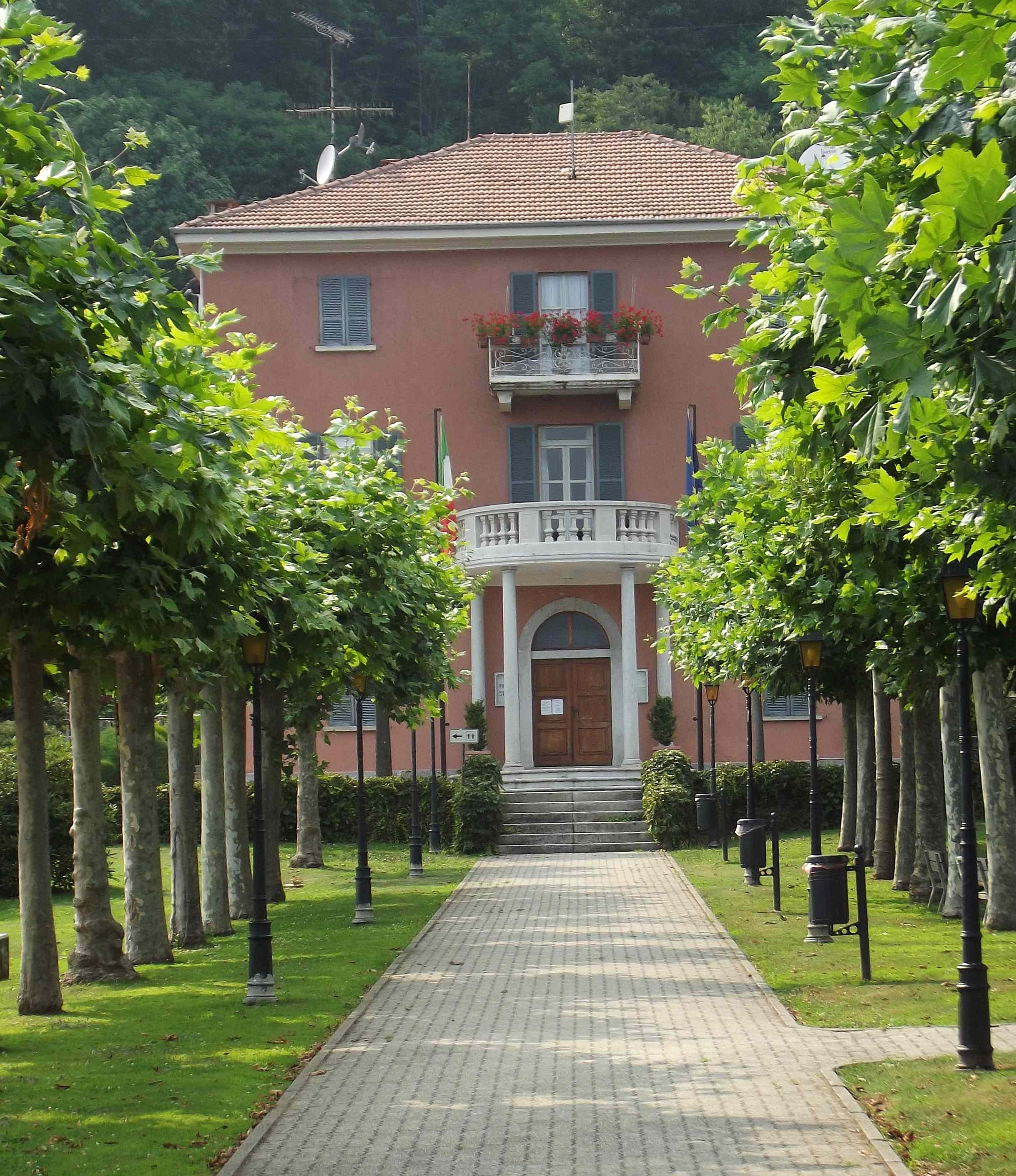
Il municipio

| Periodo | Periodo   | Primo cittadino          | Partito                         | Carica  | Note       |
| ------- | --------- | ------------------------ | ------------------------------- | ------- | ---------- |
| 2004    | 2009      | Nello Francesco Ferlaino | lista civica                    | Sindaco |            |
| 2009    | 2014      | Nello Francesco Ferlaino | lista civica                    | Sindaco | II mandato |
| 2014    | 2019      | Bruno Nicolazzi          | lista civica                    | Sindaco |            |
| 2019    | 2024      | Doriano Minazzi          | lista civica                    | Sindaco |            |
| 2024    | in carica | Alessandro Soldà         | Lista civica Progetto in comune | Sindaco |            |